# Garcinia rhizophoroides
Garcinia rhizophoroides là một loài thực vật có hoa trong họ Bứa. Loài này được Elmer mô tả khoa học đầu tiên năm 1911.